# Художественный музей Хайфы
Художественный музей Хайфы (англ. Haifa Museum of Art; ивр. מוזיאון חיפה לאמנות‎) был основан в 1951 году по случаю крупной выставки в честь Марка Шагала. Сначала музей размещался в здании муниципалитета Хайфы, а с 1977 года он начал функционировать в здании, расположенном в хайфском районе Вади-Ниснас. Здание музея, построенное для школы в 20-х годах XX века, входит в категорию охраняемых архитектурных объектов. Музей расположен на окраине района Адар, где соседствуют еврейские и арабские кварталы. Музей является одним из трёх самых крупный музеев искусств в Израиле и специализируется в направлении израильского и международного современного искусства.
Назначение Тами Кац-Фрейман на должность директора главного музея в сентябре 2005 года способствовало достижению главной цели музея — отражению многослойных аспектов современной культуры в эпоху глобализации. Тема основной и дополняющих её экспозиций меняются три раза в год.
С 2004 года в музее функционирует новый «медиа-центр», целью которого является исследование социально-культурных аспектов искусства с помощью дигитальных технических средств. Серия выставок, организованных новым медиа-центром, отражает различные направления в современном искусстве на видео и цифровых носителях.
Коллекция музея состоит из, приблизительно, 7000 художественных произведений, созданных в различные периоды: картин, рисунков, скульптур, фотографий, видеоработ и работ из бумаги. В коллекции представлены работы известных израильских художников, таких как Менахем Шеми, Йехиэль Криза, Майкл Гросс, Моше Купперман и Пинхас Коэн-Ган. Международная коллекция включает в себя работы Макса Либермана, Диего Риверы, Марка Шагала и Ханы Орловой. Для выбора произведений в серию «Личный выбор» приглашают эксперта по искусству, в обязанность которого входит также объяснение причины выбора. Серия «Личный выбор» является частью каталога периодически меняющихся выставок.
При музее работает «Центр искусств», отдел интерактивного образования для детей, организуются различные культурные мероприятия, такие как лекции, семинары и концерты.

## Здание музея
В начале 30-х годов прошлого века в здании была открыта англиканская женская школа. В первые годы существования государства Израиль в здании размещался центр для репатриантов, а в начале 50-х годов работала частная школа под названием «Средне-образовательная школа для детей рабочих». В конце 60-х годов в Гистадруте начал работать филиал школы для подготовки старшеклассников к вступительным экзаменам. После капитального ремонта в 1978 году здание, предназначенное для подготовки выставочных площадок и галерей, было открыто для публики в качестве городского музея.